# Gisiza (vattendrag i Burundi, lat -3,23, long 29,85)
Gisiza är ett vattendrag i Burundi. Det ligger i den centrala delen av landet, 60 kilometer öster om huvudstaden Bujumbura.
Omgivningarna runt Gisiza är en mosaik av jordbruksmark och naturlig växtlighet. Runt Gisiza är det tätbefolkat, med 369 invånare per kvadratkilometer.